# ایننهایم
ایننهایم (به فرانسوی: Innenheim) یک کمون در فرانسه با جمعیت ۱٬۰۳۸ نفر است که در Canton of Obernai واقع شده‌است.